# Antoine Lasègue
Antoine Lasègue (1793-1873) fue un médico, y botánico francés .

## Algunas publicaciones

### Libros
- 1845. Musée botanique de M. Benjamin Delessert: Notices sur les collections de plantes et la bibliotheque qui le composent; contenant en outre des documents sur les principaux herbiers d'Europe et l'exposé des voyages entrepris dans l'intérêt de la botanique. 588 pp. en línea reeditó Lubrecht & Cramer, 1970 ISBN 3768206866 588 pp.

## Honores
- 1869: presidente de la Société Botanique de France

## Eponimia
Género
- (Apocynaceae) Laseguea A.DC.[1]

Especies
- (Asteraceae) Hinterhubera laseguei Wedd.[2]
- (Asteraceae) Senecio laseguei Hombr. & Jacquinot ex Decne.[3]
- (Euphorbiaceae) Oxydectes laseguei Kuntze[4]
- (Marattiaceae) Angiopteris lasegueana de Vriese[5]